# Xã Rainy Butte, Quận Slope, Bắc Dakota
Xã Rainy Butte (tiếng Anh: Rainy Butte Township) là một xã thuộc quận Slope, tiểu bang Bắc Dakota, Hoa Kỳ. Năm 2010, dân số của xã này là 27 người.